# تونی اروسمیت
تونی اروسمیت (انگلیسی: Tony Arrowsmith; ۶ ژوئیهٔ ۱۸۸۷ – ۱۹۵۰ (۶۲−۶۳ سال)) بازیکن فوتبال اهل بریتانیا بود.
از باشگاه‌هایی که در آن بازی کرده‌است می‌توان به باشگاه فوتبال گریمزبی تاون و باشگاه فوتبال وورکساپ تاون اشاره کرد.